# Jürgen Gansel

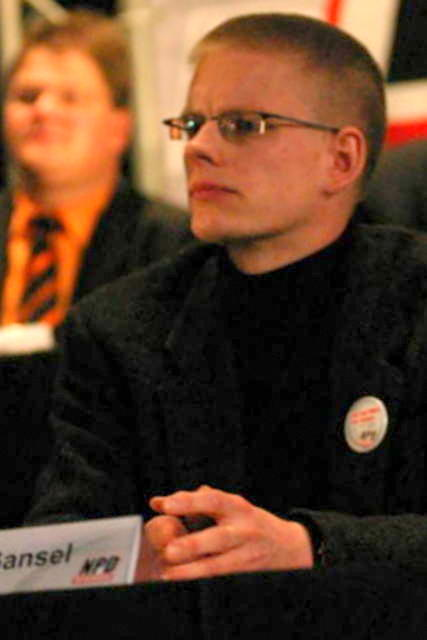
Jürgen Gansel beim NPD-Bundesparteitag 2006

Jürgen Werner Gansel (* 6. Juli 1974 in Opladen) ist ein deutscher Politiker der rechtsextremen Partei Die Heimat, für die er – unter ihrem damaligen Namen NPD – von 2004 bis 2014 Abgeordneter im Sächsischen Landtag war.

## Studium
Gansel studierte an der Universität Gießen und der Universität Marburg Mittlere und Neuere Geschichte sowie Politikwissenschaft und schloss 1999 mit dem M.A. ab. In seiner Magisterabschlussarbeit unter dem Titel Antikapitalismus in der „Konservativen Revolution“ in Deutschland von 1918–1932 sieht Gansel die Konservative Revolution und Carl Schmitt positiv. Die Vertreter dieser politischen Bewegung gelten laut Kurt Sontheimer als intellektuelle Wegbereiter des Nationalsozialismus.
Jürgen Gansel ist „Alter Herr“ der Burschenschaft Dresdensia-Rugia zu Gießen. Aus der Burschenschaft Normannia Leipzig zu Marburg war er zuvor ausgeschlossen worden, nachdem jemand mit Gansels Luftgewehr auf einen Menschen geschossen hatte.
Im Jahre 1995 wurde eine von Gansel im Namen der Burschenschaft Dresdensia-Rugia verfasste Erklärung veröffentlicht, in der die „Liquidation“ der „Deutschen Werte“ durch die „Besatzer“ anlässlich des 50. Jahrestages des Ende des Zweiten Weltkrieges behauptet wurde.
Gansel nahm zu dieser Zeit auch mehrmals an Demonstrationen der NPD und der Freien Kameradschaften teil, so z. B. 1997 in Marburg an einer Demonstration der militanten neonazistischen „Sauerländer Aktionsfront“ gegen die „Wehrmachtsausstellung“, die sich mit Verbrechen der Wehrmacht im Zweiten Weltkrieg beschäftigt. Auf einer NPD-Demonstration am 1. Mai 2000 in Wetzlar-Dalheim trug Gansel eine Fahne der „Schwarzen Front“ (roter Hammer und Schwert gekreuzt auf schwarzem Grund), einer Abspaltung der NSDAP um Otto Strasser. Auch seine Mitgliedschaft in der neonazistischen Hilfsorganisation für nationale politische Gefangene und deren Angehörige (HNG) sieht der Verfassungsschutz des Landes Hessen als Indiz zur Einschätzung Gansels als Neonazi.

## Politische Karriere
Von 1989 bis 1993 war Gansel Mitglied der Jungen Union und der CDU, 1994 folgte eine Mitgliedschaft im Bund freier Bürger (BFB), und von 1995 bis 1997 war er Funktionär der Jungen Landsmannschaft Ostpreußen (JLO).
Gansel trat 1998 in die NPD ein. In der Folgezeit stieg er zum stellvertretenden Vorsitzenden der NPD Hessen und Schulungsleiter der Jungen Nationaldemokraten (JN) Hessen auf. Von 2001 bis 2004 war er hauptberuflich Schriftleiter der Parteizeitung Deutsche Stimme und wurde 2002 als Mitglied des NPD-Parteivorstands gewählt. Gansel war zudem im Nationaldemokratischen Hochschulbund (NHB) aktiv. Bei der Landtagswahl in Sachsen 2004 erhielt die NPD 9,2 % der Stimmen; Gansel zog über die NPD-Landesliste in den Sächsischen Landtag ein. Bei der Wahl 2009 erhielt die NPD 5,6 %; Gansel blieb Landtagsabgeordneter.
Am 11. November 2008 wurde er als Mitglied der NPD-Fraktion im Sächsischen Landtag Opfer eines tätlichen Angriffs von Peter Naumann, in dessen Folge letzterer als „Parlamentarischer Berater“ der NPD-Fraktion entlassen wurde.
Er war von April 2012 bis 2014 eines von 19 Mitgliedern des sächsischen NSU-Untersuchungsausschusses „Neonazistische Terrornetzwerke in Sachsen“.
Nachdem die NPD bei der Landtagswahl 2014 knapp an der 5%-Hürde gescheitert war, machte Gansel dafür die „13.000 NPD-Wähler“ verantwortlich, „die laut Wahlanalysen der Scheinalternative AfD auf den Leim gegangen“ seien, sowie 10.000 frühere NPD-Wähler, die „offenbar aus Bequemlichkeit oder anderen nichtigen Gründen“ der Wahl ferngeblieben seien, obwohl sie hätten wissen müssen, dass „jede Stimme zählen würde“.

## Debatte im Sächsischen Landtag
Am 21. Januar 2005 verließ Gansel mitsamt der NPD-Fraktion das Plenum des Sächsischen Landtages, um nicht an einer Gedenkminute für die Opfer des nationalsozialistischen Terrors teilnehmen zu müssen. In der „Aktuellen Stunde“ sagte Gansel später: „Der Bomben-Holocaust steht ursächlich weder im Zusammenhang mit dem 1. September 1939 noch mit dem 30. Januar 1933.“ Pläne „zur Vernichtung des Deutschen Reiches“ hätten schon lange zuvor bestanden. Als Beleg nannte er einen britischen Zeitungsartikel aus dem Jahr 1896. Winston Churchill warf er einen „eliminatorischen Antigermanismus“ vor, nach Ansicht des Politikwissenschaftlers Gideon Botsch eine absichtliche Verdrehung der Diktion des US-amerikanischen Shoa-Forschers Daniel Goldhagen.
In breiten Teilen der deutschen Medien wurde Gansels Rede als eine bewusste Relativierung der Verbrechen des Nationalsozialismus gedeutet, indem die Ermordung von etwa sechs Millionen Juden durch die Nationalsozialisten mit den Opfern der alliierten Bombenangriffe gleichgesetzt wurde. Darüber hinaus habe er die Angriffe der Alliierten auf Deutschland entkontextualisiert, die jedoch als kausale Folge des von Deutschland begonnenen Krieges begriffen werden müssen.
Von 2000 bis 2001 war Gansel Chefredakteur des rechtsextremen Periodikums Deutsche Geschichte. Im Verfassungsschutzbericht des Landes Hessen von 2004 werden Gansels Aktivitäten als „Alter Herr“ der Dresdensia-Rugia und NPD-Landtagsabgeordneter als Teil der zunehmenden „Intellektualisierungsbemühungen“ dieser Partei gedeutet.

## Antisemitismus
In der Parteizeitung Deutsche Stimme schrieb Gansel 2006 in einem antisemitischen Beitrag, es werde „höchste Zeit, die Holocaust-Waffe stumpf zu machen, damit ein eben nicht ganz normales Völkchen mit ihr keine Sonderinteressen mehr durchsetzen und andere moralisch erpressen“ könne.
Am 6. Oktober 2009 hetzte Gansel in einem Internetbeitrag seiner Partei gegen Juden und bezeichnete sie als Verursacher der derzeitigen Wirtschaftskrise. Gansel: „Alan Greenberg, Aufsichtsrat von Bear Stearns, und Lloyd Blankfein, Vorstandsvorsitzender von Goldman Sachs, vertrauten auf ihr jüdisches Sonderverhältnis zum Geld und gaben gegenüber der amerikanischen Öffentlichkeit die Parole ‚alles koscher‘ aus“.
Im Zusammenhang mit der Kontroverse über die Durchführung der Beschneidung in Deutschland warf Gansel den deutschen Juden und Muslimen ein „Bedürfnis nach Genitalverstümmelung“ vor und bezeichnete das verabschiedete Gesetz als „Gefälligkeitsgesetz“, um „die Juden- und Islamlobby zu besänftigen“.

## Rassismus und Fremdenfeindlichkeit
2005 bzw. 2007 schrieb Gansel in der Deutschen Stimme von „ausländischen Arbeitsplatzdieben und Sozialschnorrern“ und dass „deutsche Intelligenz zunehmend ins Ausland“ ginge, „während ausländische Dummheit mit sozialschmarotzerischen Neigungen ungebremst ins Land“ komme.